# Uri-Rotstock
Uri-Rotstock – szczyt w Alpach Berneńskich, części Alp Zachodnich. Leży w Szwajcarii w kantonie Uri. Należy do głównego łańcucha Alp Berneńskich. Można go zdobyć ze schroniska Gitschenhörelihütte (2325 m).